# Neodioctria
Neodioctria is een vliegengeslacht uit de familie van de roofvliegen (Asilidae).

## Soorten
- N. australis Ricardo, 1918